# I Kang
I Kang (čínsky pchin-jinem Yì Gāng, znaky zjednodušené 易纲; * 5. března 1958 Peking) je čínský ekonom, od roku 2018 guvernér Čínské lidové banky a člen Státní rady, vlády Čínské lidové republiky. Před tím působil jako viceguvernér Čínské lidové banky a ředitel čínské Státní devizové správy. V letech 2017–2022 byl kandidátem 19. ústředního výboru Komunistické strany Číny.

## Životopis
I Kang se narodil 5. března 1958 v Pekingu. Byl mezi první generací čínských studentů, která se hlásila na univerzity po skončení kulturní revoluce a obnovení vysokoškolských přijímacích zkoušek. Roku 1980 absolvoval prestižní Pekingskou univerzitu, následně studoval na Hamline University v Saint Paul, hlavním městě Minnesoty. Doktorské studium ekonomie absolvoval na Univerzitě Illinois a poté vyučoval jako docent na Indiana University–Purdue University Indianapolis. V letech 1994-1997 byl profesorem na Pekingské univerzitě. Tam také spoluzaložil Čínské centrum pro ekonomický výzkum (CCER).
Roku 1997 začal působit v Čínské lidové bance jako zástupce generálního ředitele oddělení pro monetární politiku, poté byl v letech 2002-2008 generálním ředitelem tohoto oddělení. V letech 2008-2018 byl viceguvernérem Čínské lidové banky. V letech 2009-2016 také zastával post ředitele Státní devizové správy. Na XIX. sjezdu Komunistické strany Číny v roce 2017 byl zvolen kandidátem, tedy náhradním členem, 19. ústředního výboru Komunistické strany Číny.
Guvernérem Čínské lidové banky byl jmenován 19. března 2018, přičemž ve funkci po 15 letech nahradil guvernéra Čou Siao-čchuana. Jako člen druhé Li Kche-čchiangovy vlády se zodpovídá vicepremiérovi Liou Che, členovi politbyra ústředního výboru Komunistické strany Číny a vrcholnému ekonomickému poradci prezidenta Si Ťin-pchinga. Je také místopředsedou a ředitelem kanceláře Komise pro finanční stabilitu a rozvoj, která je podřízena Státní radě.